# Liste der Bundestagswahlkreise 1987

Karte der Bundestagswahlkreise 1987

Die Liste der Bundestagswahlkreise 1987 listet alle 248 Wahlkreise auf, die für die Bundestagswahl 1987 maßgeblich waren. Sie wurden im Siebten Gesetz zur Änderung des Bundeswahlgesetzes vom 8. März 1985 festgelegt. Im Vergleich zur Bundestagswahl 1983 änderte sich der Name einer Reihe von Wahlkreisen in Niedersachsen, Rheinland-Pfalz und Baden-Württemberg. Die Verteilung der Wahlkreise auf die Länder änderte sich nicht. Für die Bundestagswahlkreise anderer Jahre siehe Liste der Bundestagswahlkreise.

## Anzahl der Wahlkreise nach Bundesland
| Land                | Anzahl Wahlkreise | Nummerierung |
| ------------------- | ----------------- | ------------ |
| Schleswig-Holstein  | 11                | 1–11         |
| Hamburg             | 7                 | 12–18        |
| Niedersachsen       | 31                | 19–49        |
| Bremen              | 3                 | 50–52        |
| Nordrhein-Westfalen | 71                | 53–123       |
| Hessen              | 22                | 124–145      |
| Rheinland-Pfalz     | 16                | 146–161      |
| Baden-Württemberg   | 37                | 162–198      |
| Bayern              | 45                | 199–243      |
| Saarland            | 5                 | 244–248      |

## Liste der Wahlkreise mit Gebietsbeschreibung
| Nr. | Wahlkreis                          | Gebiet                                                     |
| Nr. | Wahlkreis                          | Gebiet                                                     |
| --- | ---------------------------------- | ---------------------------------------------------------- |
| 1   | Flensburg – Schleswig              | Flensburg, Kreis Schleswig-Flensburg                       |
| 2   | Nordfriesland – Dithmarschen-Nord  | Kreis Nordfriesland, Kreis Dithmarschen (nördlicher Teil)  |
| 3   | Steinburg – Dithmarschen-Süd       | Kreis Steinburg, Kreis Dithmarschen (südlicher Teil)       |
| 4   | Rendsburg-Eckernförde              | Kreis Rendsburg-Eckernförde                                |
| 5   | Kiel                               | Kiel                                                       |
| 6   | Plön – Neumünster                  | Kreis Plön, Neumünster                                     |
| 7   | Pinneberg                          | Kreis Pinneberg                                            |
| 8   | Segeberg – Stormarn-Nord           | Kreis Segeberg, Kreis Stormarn (nördlicher Teil)           |
| 9   | Ostholstein                        | Kreis Ostholstein                                          |
| 10  | Herzogtum Lauenburg – Stormarn-Süd | Kreis Herzogtum Lauenburg, Kreis Stormarn (südlicher Teil) |
| 11  | Lübeck                             | Lübeck                                                     |

### Hamburg
| Nr. | Wahlkreis          | Gebiet |
| --- | ------------------ | --- |
| 12  | Hamburg-Mitte      | Bezirk Hamburg-Mitte ohne Billstedt und Finkenwerder, vom Bezirk Hamburg-Nord der Ortsamtsbereich Barmbek-Uhlenhorst                                                  |
| 13  | Hamburg-Altona     | Bezirk Altona |
| 14  | Hamburg-Eimsbüttel | Bezirk Eimsbüttel |
| 15  | Hamburg-Nord       | Bezirk Hamburg-Nord ohne Barmbek-Uhlenhorst, vom Bezirk Wandsbek das Ortsamtsgebiet Alstertal sowie Lemsahl-Mellingstedt, Duvenstedt, Wohldorf-Ohlstedt und Bergstedt |
| 16  | Hamburg-Wandsbek   | Vom Bezirk Wandsbek die Ortsamtsgebiete Rahlstedt und Bramfeld sowie die Stadtteile Eilbek, Wandsbek, Farmsen-Berne und Volksdorf                                     |
| 17  | Hamburg-Bergedorf  | Bezirk Bergedorf, vom Bezirk Wandsbek die Stadtteile Marienthal, Jenfeld und Tonndorf, vom Bezirk Hamburg-Mitte das Ortsamtsgebiet Billstedt                          |
| 18  | Hamburg-Harburg    | Bezirk Harburg, vom Bezirk Hamburg-Mitte das Ortsamtsgebiet Finkenwerder                                                                                              |

### Niedersachsen
| Nr. | Wahlkreis                                  | Gebiet |
| --- | ------------------------------------------ | --- |
| 19  | Aurich – Emden                             | Landkreis Aurich, Emden |
| 20  | Unterems                                   | Landkreis Emsland (nördlicher Teil), Landkreis Leer                                                                            |
| 21  | Friesland – Wilhelmshaven                  | Wilhelmshaven, Landkreis Wittmund, vom Landkreis Friesland die Gemeinden Jever, Sande, Schortens, Wangerland und Wangerooge    |
| 22  | Oldenburg – Ammerland                      | Oldenburg, Landkreis Ammerland, vom Landkreis Friesland die Gemeinden Bockhorn, Varel und Zetel                                |
| 23  | Delmenhorst – Wesermarsch – Oldenburg-Land | Delmenhorst, Landkreis Wesermarsch, Landkreis Oldenburg                                                                        |
| 24  | Cuxhaven                                   | Landkreis Cuxhaven |
| 25  | Stade – Rotenburg I                        | Landkreis Stade, Landkreis Rotenburg (Wümme) (nördlicher Teil)                                                                 |
| 26  | Mittelems                                  | Landkreis Emsland (südlicher Teil), Landkreis Grafschaft Bentheim                                                              |
| 27  | Cloppenburg – Vechta                       | Landkreis Cloppenburg, Landkreis Vechta                                                                                        |
| 28  | Diepholz                                   | Landkreis Diepholz |
| 29  | Verden – Osterholz                         | Landkreis Verden, Landkreis Osterholz                                                                                          |
| 30  | Soltau-Fallingbostel – Rotenburg II        | Landkreis Soltau-Fallingbostel, Landkreis Rotenburg (Wümme) (südlicher Teil)                                                   |
| 31  | Lüneburg – Lüchow-Dannenberg               | Landkreis Lüchow-Dannenberg, Landkreis Lüneburg                                                                                |
| 32  | Osnabrück-Land                             | Landkreis Osnabrück ohne Belm, Georgsmarienhütte, Hagen am Teutoburger Wald, Hasbergen und Wallenhorst                         |
| 33  | Stadt Osnabrück                            | Osnabrück, vom Landkreis Osnabrück die Gemeinden Belm, Georgsmarienhütte, Hagen am Teutoburger Wald, Hasbergen und Wallenhorst |
| 34  | Nienburg – Schaumburg                      | Landkreis Nienburg/Weser, Landkreis Schaumburg                                                                                 |
| 35  | Harburg                                    | Landkreis Harburg |
| 36  | Stadt Hannover I                           | Hannover (nördlicher Teil) |
| 37  | Stadt Hannover II                          | Hannover (südlicher Teil) |
| 38  | Hannover-Land I                            | Burgdorf, Burgwedel, Garbsen, Isernhagen, Langenhagen, Lehrte, Neustadt am Rübenberge, Uetze, Wedemark                         |
| 39  | Celle – Uelzen                             | Landkreis Celle, Landkreis Uelzen                                                                                              |
| 40  | Gifhorn – Peine                            | Landkreis Gifhorn, Landkreis Peine                                                                                             |
| 41  | Hameln-Pyrmont – Holzminden                | Landkreis Hameln-Pyrmont, Landkreis Holzminden                                                                                 |
| 42  | Hannover-Land II                           | Barsinghausen, Gehrden, Hemmingen, Laatzen, Pattensen, Ronnenberg, Seelze, Sehnde, Springe, Wennigsen, Wunstorf                |
| 43  | Hildesheim                                 | Landkreis Hildesheim |
| 44  | Salzgitter – Wolfenbüttel                  | Salzgitter, Landkreis Wolfenbüttel                                                                                             |
| 45  | Braunschweig                               | Braunschweig |
| 46  | Helmstedt – Wolfsburg                      | Landkreis Helmstedt, Wolfsburg                                                                                                 |
| 47  | Goslar                                     | Landkreis Goslar, Landkreis Osterode am Harz (östlicher Teil)                                                                  |
| 48  | Northeim – Osterode                        | Landkreis Northeim, Landkreis Osterode am Harz (westlicher Teil)                                                               |
| 49  | Göttingen                                  | Landkreis Göttingen |

### Bremen
| Nr. | Wahlkreis                 | Gebiet |
| --- | ------------------------- | --- |
| 50  | Bremen-Ost                | Stadtbezirk Ost, vom Stadtbezirk Mitte der Ortsteil Ostertor, vom Stadtbezirk Süd Obervieland und Huckelriede |
| 51  | Bremen-West               | Stadtbezirk West, Stadtbezirk Mitte ohne Ostertor, Stadtbezirk Süd ohne Obervieland und Huckelriede           |
| 52  | Bremerhaven – Bremen-Nord | Bremerhaven, von Bremen der Stadtbezirk Nord                                                                  |

### Nordrhein-Westfalen
| Nr. | Wahlkreis                                  | Gebiet |
| --- | ------------------------------------------ | --- |
| 53  | Aachen                                     | Aachen |
| 54  | Kreis Aachen                               | Kreis Aachen |
| 55  | Heinsberg                                  | Kreis Heinsberg |
| 56  | Düren                                      | Kreis Düren |
| 57  | Erftkreis I                                | Bedburg, Bergheim, Pulheim, Elsdorf, Frechen, Hürth und Kerpen                                                                 |
| 58  | Euskirchen – Erftkreis II                  | Kreis Euskirchen, vom Erftkreis die Gemeinden Brühl, Erftstadt und Wesseling                                                   |
| 59  | Köln I                                     | Stadtbezirke Innenstadt und Porz                                                                                               |
| 60  | Köln II                                    | Stadtbezirke Rodenkirchen und Lindenthal                                                                                       |
| 61  | Köln III                                   | Stadtbezirke Ehrenfeld, Nippes und Chorweiler                                                                                  |
| 62  | Köln IV                                    | Stadtbezirke Kalk und Mülheim                                                                                                  |
| 63  | Bonn                                       | Bonn |
| 64  | Rhein-Sieg-Kreis I                         | Siegburg, Troisdorf, Eitorf, Hennef, Lohmar, Much, Neunkirchen-Seelscheid, Niederkassel, Ruppichteroth, Windeck                |
| 65  | Rhein-Sieg-Kreis II                        | Sankt Augustin, Königswinter, Alfter, Bad Honnef, Bornheim, Meckenheim, Rheinbach, Swisttal, Wachtberg                         |
| 66  | Oberbergischer Kreis                       | Oberbergischer Kreis |
| 67  | Rheinisch-Bergischer Kreis I               | Rheinisch-Bergischer Kreis ohne Burscheid und Leichlingen (Rheinland)                                                          |
| 68  | Leverkusen – Rheinisch-Bergischer Kreis II | Leverkusen, vom Rheinisch-Bergischen Kreis die Gemeinden Burscheid und Leichlingen (Rheinland)                                 |
| 69  | Wuppertal I                                | Wuppertal (westlicher Teil) |
| 70  | Wuppertal II                               | Wuppertal (östlicher Teil) |
| 71  | Solingen – Remscheid                       | Solingen, Remscheid |
| 72  | Mettmann I                                 | Erkrath, Haan, Hilden, Langenfeld, Mettmann, Monheim                                                                           |
| 73  | Mettmann II                                | Ratingen, Velbert, Heiligenhaus, Wülfrath                                                                                      |
| 74  | Düsseldorf I                               | Stadtbezirke 1, 2, 4, 5, 6, 7                                                                                                  |
| 75  | Düsseldorf II                              | Stadtbezirke 3, 8, 9, 10 |
| 76  | Neuss I                                    | Neuss, Dormagen |
| 77  | Neuss II                                   | Grevenbroich, Rommerskirchen, Jüchen, Kaarst, Meerbusch, Korschenbroich                                                        |
| 78  | Mönchengladbach                            | Mönchengladbach |
| 79  | Krefeld                                    | Krefeld |
| 80  | Viersen                                    | Kreis Viersen |
| 81  | Kleve                                      | Kreis Kleve |
| 82  | Wesel I                                    | Wesel, Dinslaken, Hamminkeln, Hünxe, Schermbeck, Voerde, Xanten                                                                |
| 83  | Wesel II                                   | Moers, Alpen, Kamp-Lintfort, Neukirchen-Vluyn, Rheinberg, Sonsbeck                                                             |
| 84  | Duisburg I                                 | Stadtbezirke Mitte, Rheinhausen und Süd                                                                                        |
| 85  | Duisburg II                                | Stadtbezirke Walsum, Hamborn, Meiderich/Beeck und Homberg/Ruhrort/Baerl                                                        |
| 86  | Oberhausen                                 | Oberhausen |
| 87  | Mülheim                                    | Mülheim an der Ruhr |
| 88  | Essen I                                    | Stadtbezirke III und IV |
| 89  | Essen II                                   | Stadtbezirke V, VI und VII |
| 90  | Essen III                                  | Stadtbezirke I, II, VIII und IX                                                                                                |
| 91  | Recklinghausen I                           | Castrop-Rauxel, Recklinghausen und Waltrop                                                                                     |
| 92  | Recklinghausen II                          | Datteln, Haltern, Marl, Oer-Erkenschwick und Dorsten                                                                           |
| 93  | Gelsenkirchen I                            | Stadtbezirke Mitte, West und Süd                                                                                               |
| 94  | Gelsenkirchen II – Recklinghausen III      | Von Gelsenkirchen die Stadtbezirke Nord und Ost, vom Kreis Recklinghausen die Gemeinden Herten                                 |
| 95  | Bottrop – Recklinghausen IV                | Bottrop, vom Kreis Recklinghausen die Gemeinde Gladbeck                                                                        |
| 96  | Borken                                     | Kreis Borken |
| 97  | Coesfeld – Steinfurt I                     | Kreis Coesfeld, Kreis Steinfurt (westlicher Teil)                                                                              |
| 98  | Steinfurt II                               | Kreis Steinfurt (östlicher Teil)                                                                                               |
| 99  | Münster                                    | Münster |
| 100 | Warendorf                                  | Kreis Warendorf |
| 101 | Gütersloh                                  | Kreis Gütersloh |
| 102 | Bielefeld                                  | Bielefeld |
| 103 | Herford                                    | Kreis Herford |
| 104 | Minden-Lübbecke                            | Kreis Minden-Lübbecke |
| 105 | Lippe I                                    | Lemgo, Lage, Bad Salzuflen, Oerlinghausen, Leopoldshöhe, Barntrup, Blomberg, Dörentrup, Kalletal und Extertal                  |
| 106 | Höxter – Lippe II                          | Kreis Höxter, vom Kreis Lippe die Gemeinden Detmold, Augustdorf, Horn-Bad Meinberg, Lügde, Schieder-Schwalenberg und Schlangen |
| 107 | Paderborn                                  | Kreis Paderborn |
| 108 | Hagen                                      | Hagen |
| 109 | Ennepe-Ruhr-Kreis I                        | Ennepe-Ruhr-Kreis ohne Witten                                                                                                  |
| 110 | Bochum I                                   | Stadtbezirke Mitte, Wattenscheid und Südwest                                                                                   |
| 111 | Bochum II – Ennepe-Ruhr-Kreis II           | Von Bochum die Stadtbezirke Süd, Ost und Nord, vom Ennepe-Ruhr-Kreis die Gemeinde Witten                                       |
| 112 | Herne                                      | Herne |
| 113 | Dortmund I                                 | Stadtbezirke Innenstadt-West, Innenstadt-Ost, Innenstadt-Nord und Huckarde                                                     |
| 114 | Dortmund II                                | Stadtbezirke Mengede, Eving, Brackel und Scharnhorst                                                                           |
| 115 | Dortmund III                               | Stadtbezirke Aplerbeck, Hörde, Hombruch und Lütgendortmund                                                                     |
| 116 | Unna I                                     | Unna, Kamen, Bergkamen, Bönen, Fröndenberg, Holzwickede und Schwerte                                                           |
| 117 | Hamm – Unna II                             | Hamm, vom Kreis Unna die Gemeinden Lünen, Selm und Werne                                                                       |
| 118 | Soest                                      | Kreis Soest |
| 119 | Hochsauerlandkreis                         | Hochsauerlandkreis |
| 120 | Siegen-Wittgenstein I                      | Kreis Siegen-Wittgenstein ohne Freudenberg, Hilchenbach und Kreuztal                                                           |
| 121 | Olpe – Siegen-Wittgenstein II              | Kreis Olpe, vom Kreis Siegen-Wittgenstein die Gemeinden Freudenberg, Hilchenbach und Kreuztal                                  |
| 122 | Märkischer Kreis I                         | Iserlohn, Balve, Hemer, Menden (Sauerland), Nachrodt-Wiblingwerde, Neuenrade                                                   |
| 123 | Märkischer Kreis II                        | Lüdenscheid, Altena, Meinerzhagen, Kierspe, Plettenberg, Werdohl, Halver, Herscheid, Schalksmühle                              |

### Hessen
| Nr. | Wahlkreis                         | Gebiet |
| --- | --------------------------------- | --- |
| 124 | Waldeck                           | Landkreis Waldeck-Frankenberg (nördlicher Teil), Landkreis Kassel (westlicher Teil) |
| 125 | Kassel                            | Kassel, Landkreis Kassel (mittlicher Teil) |
| 126 | Werra-Meißner                     | Werra-Meißner-Kreis, Landkreis Kassel (östlicher Teil) |
| 127 | Schwalm-Eder                      | Schwalm-Eder-Kreis (westlicher Teil), Landkreis Waldeck-Frankenberg (südlicher Teil) |
| 128 | Hersfeld                          | Landkreis Hersfeld-Rotenburg, Schwalm-Eder-Kreis (westlicher Teil), Landkreis Fulda (nördlicher Teil) |
| 129 | Marburg                           | Landkreis Marburg-Biedenkopf |
| 130 | Lahn-Dill                         | Lahn-Dill-Kreis, vom Landkreis Gießen die Gemeinden Biebertal und Wettenberg |
| 131 | Gießen                            | Landkreis Gießen ohne Biebertal und Wettenberg, Vogelsbergkreis (nordwestlicher Teil) |
| 132 | Fulda                             | Landkreis Fulda, Vogelsbergkreis (südöstlicher Teil), Main-Kinzig-Kreis (nordöstlicher Teil) |
| 133 | Hochtaunus                        | Hochtaunuskreis, Landkreis Limburg-Weilburg (östlicher Teil), vom Main-Taunus-Kreis die Gemeinden Eppstein und Kelkheim |
| 134 | Wetterau                          | Wetteraukreis |
| 135 | Rheingau-Taunus – Limburg         | Rheingau-Taunus-Kreis, Landkreis Limburg-Weilburg (westlicher Teil) |
| 136 | Wiesbaden                         | Wiesbaden |
| 137 | Hanau                             | Main-Kinzig-Kreis (südlicher Teil) |
| 138 | Frankfurt am Main I – Main-Taunus | Von Frankfurt am Main die Stadtteile Höchst, Schwanheim, Griesheim, Nied, Sindlingen, Zeilsheim, Unterliederbach, Sossenheim, Rödelheim, Hausen, Praunheim und Goldstein-West sowie vom Main-Taunus-Kreis die Gemeinden Bad Soden, Eschborn, Hattersheim, Kriftel, Liederbach, Schwalbach und Sulzbach |
| 139 | Frankfurt am Main II              | Innenstadt, Gutleutviertel, Gallusviertel, Westend, Bockenheim, Heddernheim, Ginnheim, Eschersheim, Niederursel, Sachsenhausen, Niederrad, Goldstein-Ost, Altstadt, Bahnhofsviertel, Kalbach und Dornbusch-West                                                                                        |
| 140 | Frankfurt am Main III             | Nordend, Ostend, Bornheim, Seckbach, Eckenheim, Preungesheim, Bonames, Berkersheim, Fechenheim, Oberrad, Riederwald, Dornbusch-Ost, Frankfurter Berg, Nieder-Erlenbach, Nieder-Eschbach, Bergen-Enkheim und Harheim                                                                                    |
| 141 | Groß-Gerau                        | Landkreis Groß-Gerau, vom Main-Taunus-Kreis die Gemeinden Flörsheim am Main, Hochheim am Main und Hofheim am Taunus |
| 142 | Offenbach                         | Offenbach am Main, Landkreis Offenbach (westlicher Teil) |
| 143 | Darmstadt                         | Darmstadt, Landkreis Darmstadt-Dieburg (westlicher Teil) |
| 144 | Odenwald                          | Odenwaldkreis, Landkreis Darmstadt-Dieburg (östlicher Teil), Landkreis Offenbach (östlicher Teil) |
| 145 | Bergstraße                        | Landkreis Bergstraße |

### Rheinland-Pfalz
| Nr. | Wahlkreis         | Gebiet |
| --- | ----------------- | --- |
| 146 | Neuwied           | Landkreis Neuwied, Landkreis Altenkirchen (Westerwald)                                                                    |
| 147 | Ahrweiler         | Landkreis Ahrweiler, Landkreis Mayen-Koblenz (westlicher Teil)                                                            |
| 148 | Koblenz           | Koblenz, Landkreis Mayen-Koblenz (östlicher Teil), Rhein-Hunsrück-Kreis (nördlicher Teil)                                 |
| 149 | Cochem            | Landkreis Cochem-Zell, Rhein-Hunsrück-Kreis (südlicher Teil), Landkreis Bernkastel-Wittlich (südlicher Teil)              |
| 150 | Kreuznach         | Landkreis Bad Kreuznach, Landkreis Birkenfeld                                                                             |
| 151 | Bitburg           | Landkreis Bitburg-Prüm, Landkreis Bernkastel-Wittlich (nördlicher Teil), Landkreis Daun                                   |
| 152 | Trier             | Trier, Landkreis Trier-Saarburg                                                                                           |
| 153 | Montabaur         | Westerwaldkreis, Rhein-Lahn-Kreis                                                                                         |
| 154 | Mainz             | Mainz, Landkreis Mainz-Bingen (nordwestlicher Teil)                                                                       |
| 155 | Worms             | Worms, Landkreis Alzey-Worms, Landkreis Mainz-Bingen (südöstlicher Teil)                                                  |
| 156 | Frankenthal       | Frankenthal (Pfalz), Landkreis Ludwigshafen (nördlicher Teil), Donnersbergkreis, Landkreis Bad Dürkheim (nördlicher Teil) |
| 157 | Ludwigshafen      | Ludwigshafen am Rhein, Landkreis Ludwigshafen (mittlicher Teil)                                                           |
| 158 | Neustadt – Speyer | Neustadt an der Weinstraße, Speyer, Landkreis Bad Dürkheim (südlicher Teil), Landkreis Ludwigshafen (südlicher Teil)      |
| 159 | Kaiserslautern    | Kaiserslautern, Landkreis Kaiserslautern, Landkreis Kusel                                                                 |
| 160 | Pirmasens         | Pirmasens, Landkreis Pirmasens, Zweibrücken                                                                               |
| 161 | Südpfalz          | Landkreis Germersheim, Landkreis Südliche Weinstraße, Landau in der Pfalz                                                 |

### Baden-Württemberg
| Nr. | Wahlkreis                   | Gebiet |
| --- | --------------------------- | --- |
| 162 | Stuttgart I                 | Stadtbezirke Stuttgart-West, Stuttgart-Mitte, Stuttgart-Süd, Stuttgart-Nord, Birkach, Degerloch, Hedelfingen, Möhringen, Plieningen, Sillenbuch und Vaihingen   |
| 163 | Stuttgart II                | Stadtbezirke Stuttgart-Ost, Weilimdorf, Feuerbach, Botnang, Bad Cannstatt, Stammheim, Zuffenhausen, Mühlhausen, Münster, Untertürkheim, Wangen und Obertürkheim |
| 164 | Böblingen                   | Landkreis Böblingen |
| 165 | Esslingen                   | Landkreis Esslingen (nördlicher Teil) |
| 166 | Nürtingen                   | Landkreis Esslingen (südlicher Teil) |
| 167 | Göppingen                   | Landkreis Göppingen |
| 168 | Waiblingen                  | Rems-Murr-Kreis (südlicher Teil) |
| 169 | Ludwigsburg                 | Landkreis Ludwigsburg (südlicher Teil) |
| 170 | Neckar-Zaber                | Landkreis Ludwigsburg (nördlicher Teil), Landkreis Heilbronn (südlicher Teil)                                                                                   |
| 171 | Heilbronn                   | Heilbronn, Landkreis Heilbronn (nördlicher Teil) |
| 172 | Schwäbisch Hall             | Landkreis Schwäbisch Hall, Hohenlohekreis |
| 173 | Backnang – Schwäbisch Gmünd | Ostalbkreis (westlicher Teil), Rems-Murr-Kreis (nördlicher Teil)                                                                                                |
| 174 | Aalen – Heidenheim          | Ostalbkreis (östlicher Teil), Landkreis Heidenheim |
| 175 | Karlsruhe-Stadt             | Karlsruhe |
| 176 | Karlsruhe-Land              | Landkreis Karlsruhe (nördlicher Teil) |
| 177 | Rastatt                     | Landkreis Rastatt, Baden-Baden, Landkreis Karlsruhe (südlicher Teil)                                                                                            |
| 178 | Heidelberg                  | Heidelberg, Rhein-Neckar-Kreis (nördlicher Teil) |
| 179 | Mannheim I                  | Mannheim (nördlicher Teil) |
| 180 | Mannheim II                 | Mannheim (südlicher Teil), Rhein-Neckar-Kreis (westlicher Teil)                                                                                                 |
| 181 | Odenwald – Tauber           | Neckar-Odenwald-Kreis, Main-Tauber-Kreis |
| 182 | Rhein-Neckar                | Rhein-Neckar-Kreis (östlicher Teil) |
| 183 | Pforzheim                   | Pforzheim, Enzkreis |
| 184 | Calw                        | Landkreis Calw, Landkreis Freudenstadt |
| 185 | Freiburg                    | Freiburg im Breisgau, Landkreis Breisgau-Hochschwarzwald (nordwestlicher Teil)                                                                                  |
| 186 | Lörrach – Müllheim          | Landkreis Lörrach, Landkreis Breisgau-Hochschwarzwald (südwestlicher Teil)                                                                                      |
| 187 | Emmendingen – Lahr          | Landkreis Emmendingen, Ortenaukreis (südlicher Teil) |
| 188 | Offenburg                   | Ortenaukreis (nördlicher Teil) |
| 189 | Rottweil – Tuttlingen       | Landkreis Rottweil, Landkreis Tuttlingen |
| 190 | Schwarzwald-Baar            | Schwarzwald-Baar-Kreis |
| 191 | Konstanz                    | Landkreis Konstanz |
| 192 | Waldshut                    | Landkreis Waldshut, Landkreis Breisgau-Hochschwarzwald (östlicher Teil)                                                                                         |
| 193 | Reutlingen                  | Landkreis Reutlingen |
| 194 | Tübingen                    | Landkreis Tübingen, Zollernalbkreis (nördlicher Teil) |
| 195 | Ulm                         | Ulm, Alb-Donau-Kreis |
| 196 | Biberach                    | Landkreis Biberach, Landkreis Ravensburg (östlicher Teil) |
| 197 | Ravensburg – Bodensee       | Landkreis Ravensburg (westlicher Teil), Bodenseekreis |
| 198 | Zollernalb – Sigmaringen    | Zollernalbkreis (südlicher Teil), Landkreis Sigmaringen |

### Bayern
| Nr. | Wahlkreis        | Gebiet |
| --- | ---------------- | --- |
| 199 | Altötting        | Landkreis Altötting, Landkreis Mühldorf am Inn, Landkreis Ebersberg |
| 200 | Freising         | Landkreis Freising, Landkreis Pfaffenhofen an der Ilm, Landkreis Erding |
| 201 | Fürstenfeldbruck | Landkreis Fürstenfeldbruck, Landkreis Dachau |
| 202 | Ingolstadt       | Ingolstadt, Landkreis Eichstätt, Landkreis Neuburg-Schrobenhausen |
| 203 | München-Mitte    | Altstadt, Lehel, Ludwigsvorstadt, Isarvorstadt, Maxvorstadt, Untersendling, Neuhausen, Schwabing-West |
| 204 | München-Nord     | Schwabing-Ost, Freimann, Milbertshofen, Moosach, Feldmoching, Hasenbergl |
| 205 | München-Ost      | Haidhausen, Au, Bogenhausen, Ramersdorf, Perlach, Berg am Laim, Trudering, Riem |
| 206 | München-Süd      | Giesing, Harlaching, Mittersendling, Hadern, Thalkirchen, Obersendling, Forstenried, Fürstenried, Solln |
| 207 | München-West     | Schwanthalerhöhe, Gern, Nymphenburg, Laim, Pasing, Allach, Untermenzing, Obermenzing, Aubing, Lochhausen, Langwied |
| 208 | München-Land     | Landkreis München |
| 209 | Rosenheim        | Landkreis Rosenheim, Rosenheim |
| 210 | Starnberg        | Landkreis Starnberg, Landkreis Miesbach, Landkreis Bad Tölz-Wolfratshausen |
| 211 | Traunstein       | Landkreis Traunstein, Landkreis Berchtesgadener Land |
| 212 | Weilheim         | Landkreis Weilheim-Schongau, Landkreis Garmisch-Partenkirchen, Landkreis Landsberg am Lech |
| 213 | Deggendorf       | Landkreis Deggendorf, Landkreis Freyung-Grafenau |
| 214 | Landshut         | Landshut, Landkreis Kelheim, Landkreis Landshut |
| 215 | Passau           | Passau, Landkreis Passau |
| 216 | Rottal-Inn       | Landkreis Rottal-Inn, Landkreis Dingolfing-Landau |
| 217 | Straubing        | Straubing, Landkreis Regen, Landkreis Straubing-Bogen |
| 218 | Amberg           | Amberg, Landkreis Amberg-Sulzbach, Landkreis Neumarkt in der Oberpfalz |
| 219 | Regensburg       | Regensburg, Landkreis Regensburg |
| 220 | Schwandorf       | Landkreis Schwandorf, Landkreis Cham |
| 221 | Weiden           | Weiden in der Oberpfalz, Landkreis Tirschenreuth, Landkreis Neustadt an der Waldnaab |
| 222 | Bamberg          | Bamberg, Landkreis Bamberg (südlicher Teil), Landkreis Forchheim |
| 223 | Bayreuth         | Bayreuth, Landkreis Bayreuth |
| 224 | Coburg           | Coburg, Landkreis Coburg, Landkreis Kronach |
| 225 | Hof              | Hof, Landkreis Hof, Landkreis Wunsiedel im Fichtelgebirge |
| 226 | Kulmbach         | Landkreis Kulmbach, Landkreis Bamberg (nördlicher Teil), Landkreis Lichtenfels |
| 227 | Ansbach          | Ansbach, Landkreis Ansbach |
| 228 | Erlangen         | Erlangen, Landkreis Nürnberger Land, Landkreis Erlangen-Höchstadt (teilweise) |
| 229 | Fürth            | Fürth, Landkreis Fürth, Landkreis Neustadt an der Aisch-Bad Windsheim, Landkreis Erlangen-Höchstadt (teilweise) |
| 230 | Nürnberg-Nord    | Stadtbezirke Almoshof, Altstadt, St. Lorenz, Altstadt, St. Sebald, Bärenschanze, Bielingplatz, Boxdorf, Buch, Buchenbühl, Dutzendteich, Eberhardshof, Erlenstegen, Flughafen, Galgenhof, Gleißhammer, Glockenhof, Gostenhof, Großgründlach, Guntherstraße, Himpfelshof, Kraftshof, Laufamholz, Ludwigsfeld, Marienberg, Marienvorstadt, Maxfeld, Mögeldorf, Mooshof, Muggenhof, Neunhof, Pirckheimerstraße, Sandberg, Schafhof, Schleifweg, Schmausenbuckstraße, Schniegling, Schoppershof, St. Jobst, St. Johannis, Tafelhof, Thon, Tullnau, Uhlandstraße, Veilhof, Westfriedhof, Wetzendorf, Wöhrd, Zerzabelshof und Ziegelstein             |
| 231 | Nürnberg-Süd     | Stadtbezirken Altenfurt, Moorenbrunn, Altenfurt Nord, Beuthener Straße, Brunn, Dianastraße, Eibach, Fischbach, Gaismannshof, Gartenstadt, Gebersdorf, Gibitzenhof, Großreuth bei Schweinau, Gugelstraße, Hasenbuck, Höfen, Hohe Marter, Hummelstein, Katzwang, Reichelsdorf Ost, Reichelsdorfer Keller, Katzwanger Straße, Kornburg, Worzeldorf, Krottenbach, Mühlhof, Langwasser Nordost, Langwasser Nordwest, Langwasser Südost, Langwasser Südwest, Maiach, Rangierbahnhof, Rangierbahnhof-Siedlung, Reichelsdorf, Röthenbach Ost, Röthenbach West, Sandreuth, Schweinau, St. Leonhard, Steinbühl, Sündersbühl, Trierer Straße und Werderau |
| 232 | Roth             | Landkreis Roth, Schwabach, Landkreis Weißenburg-Gunzenhausen |
| 233 | Aschaffenburg    | Aschaffenburg, Landkreis Aschaffenburg |
| 234 | Bad Kissingen    | Landkreis Bad Kissingen, Landkreis Rhön-Grabfeld, Landkreis Haßberge |
| 235 | Main-Spessart    | Landkreis Main-Spessart, Landkreis Miltenberg |
| 236 | Schweinfurt      | Schweinfurt, Landkreis Schweinfurt, Landkreis Kitzingen |
| 237 | Würzburg         | Würzburg, Landkreis Würzburg |
| 238 | Augsburg-Stadt   | Augsburg |
| 239 | Augsburg-Land    | Landkreis Augsburg, Landkreis Aichach-Friedberg |
| 240 | Donau-Ries       | Landkreis Donau-Ries, Landkreis Dillingen an der Donau |
| 241 | Neu-Ulm          | Landkreis Neu-Ulm, Landkreis Günzburg |
| 242 | Oberallgäu       | Landkreis Oberallgäu, Landkreis Lindau (Bodensee), Kempten (Allgäu) |
| 243 | Ostallgäu        | Landkreis Ostallgäu, Landkreis Unterallgäu, Kaufbeuren, Memmingen |

### Saarland
| Nr. | Wahlkreis      | Gebiet |
| --- | -------------- | --- |
| 244 | Saarbrücken I  | Vom Stadtverband Saarbrücken die Gemeinden Saarbrücken und Kleinblittersdorf |
| 245 | Saarbrücken II | Vom Stadtverband Saarbrücken die Gemeinden Heusweiler, Friedrichsthal, Quierschied, Sulzbach/Saar, Großrosseln, Püttlingen, Riegelsberg und Völklingen, vom Landkreis Saarlouis die Gemeinden Bous, Ensdorf, Schwalbach und Wadgassen |
| 246 | Saarlouis      | Landkreis Merzig-Wadern, vom Landkreis Saarlouis die Gemeinden Dillingen/Saar, Nalbach, Rehlingen, Saarlouis, Saarwellingen, Überherrn und Wallerfangen                                                                               |
| 247 | St. Wendel     | Landkreis St. Wendel, vom Landkreis Neunkirchen die Gemeinden Eppelborn, Illingen, Merchweiler, Ottweiler und Schiffweiler, vom Landkreis Saarlouis die Gemeinden Lebach und Schmelz                                                  |
| 248 | Homburg        | Saar-Pfalz-Kreis, vom Landkreis Neunkirchen die Gemeinden Neunkirchen und Spiesen-Elversberg |